# 正則学園高等学校
正則学園高等学校（せいそくがくえんこうとうがっこう）は、東京都千代田区神田錦町三丁目にある私立男子高等学校。
東京都港区芝公園にある正則高等学校とは名称が似ているが、無関係である。

## 概要
校名は、明治時代の英語教育が旧制高等学校入学を目的とした詰め込み式の変則であったことに対して、正則な英語教育を行うという意味から由来する。モットーは創立以来「凡事徹底」「正義人道」「質実剛健」である。
以下のようなコース別授業を実施している。
- 『特別選抜クラス（A組）』は1日6時間授業と何事にも特別な意欲を持って学園生活に取組み、第一志望の大学に現役合格することを目的とする。
- 『進学クラス』は1日6時間授業を行い勉強と部活動を両立しながら大学や専門学校への進学か、就職かを選ぶ。
- 『スポーツクラス』は専門の競技技術の向上を目指し、全国レベルの実力を養成する。多くの課外活動クラブが関東大会や全国大会に出場し、3年次の大会終了後は自学自習などで大学受験を目指す。

姉妹校として、台湾の高等学校3校及びニュージーランドのカレッジ2校と日本国内の1校と提携し、諸外国と交流に努めている。2005年、地上7階・地下2階建てビル型新校舎を設置した。
2007年度入学生から“特待生・奨学金制度”を設置している。

## 沿革
- 1896年 - 正則英語学校として斎藤秀三郎が創設[2]。正則英語学を教え、英語を活用できる人材養成を目的とし、午前・午後・夜間の部があった[2]。教師は帝国大学文科大学英文科選科卒で学習院・第一高等学校で教えた村田祐治（のちの校長）[3][4]。
- 1933年 - 正則英語学校に代わって、正則商業学校開校。
- 1941年 - 正則学園中学校併設。
- 1948年 - 学制改革により正則学園中学校・高等学校（普通科・商業科）に改称。
- 1954年 - 正則中学校の募集を停止（1960年廃校）。
- 1993年 - 商業科の募集を停止（1995年廃止）。
- 1996年 - 塩澤伊作理事長兼学園長に代わり、塩澤一彦副理事長が理事長兼学園長に就任。
- 2003年 - 新校舎改築工事を開始。
- 2005年 - 新校舎完成。
- 2007年 - 新入生から詰襟の制服に変更・略章制定。
- 2019年 - 塩澤一彦理事長兼学園長に代わり、塩澤天事務局長が理事長兼学園長に就任。新体制となり組織刷新。
- 2020年 - 新入生から夏冬の制服などをリニューアル。
- 2025年 - 小林克行理事・副校長が理事長兼学園長に就任。

## クラブ活動

### 運動系
- 柔道部【全国選手権大会・インターハイ・関東大会出場】
- 剣道部「関東大会出場」
- サッカー部
- 野球部【1986年・第68回全国高等学校野球選手権大会出場】
- 駅伝部【第50・53回全国高校駅伝出場】
- ソフトボール
- バスケットボール
- アメリカンフットボール部【～2021年度】
- バドミントン部
- バレーボール部
- 卓球部
- テニス部
- フットサル部
- フラッグフットボール部【2024年度～】
- ワークアウト部
- カヌー部【2021年度インターハイ シングル 優勝】
- パワーリフティング部
- スキー部

### 文化系
- 書道部
- 科学部
- 放送部
- ビッグバンド部
- 鉄道模型研究部
- 囲碁、将棋同好会【～2021年度】
- ボードゲーム部【2022年度～】
- 写真同好会
- 英語同好会
- パソコン同好会
- 現代視覚文化研究介
- eスポーツ同好会
- STEAM&HISTORY同好会
- 競技華道(花いけ)【第4回（2024年度）高校生花いけバトル全国選抜大会優勝】、全国大会：３回出場（2021年度、2023年度、2025年度）、全国選抜大会：５回出場（2021年度、2022年度、2023年度、2024年度、2025年度）、関東大会優勝：3回
- SGBees!!（養蜂）
- SGBeans!!（農業）
- SGGreens!!（ガーデニング）
- ボランティア部
- ダンス部
- グリークラブ
- 読書同好会

## 学校行事
- 入学式、アドベンチャープログラム研修【2019年度～】、保護者会（2・3年）、進学講話 等（4月）
- 三者面談（3年）英語検定（1次試験）、校内大学入試説明会 等（5月）
- 衣替え、スポーツフェスティバル、テーブルマナー教室 等（6月）
- ニュージーランド短期語学研修【～2018年度】、夏季講習会、1年特選クラス西湖キャンプ合宿 等（7月）
- 各クラブ合宿 等（8月）
- 生徒企画クラス遠足（1・2年） 等（9月）
- 創立記念日、衣替え、芸術鑑賞、三者面談（1・2年）、英語検定（1次試験） 等（10月）
- 文化部祭、スポーツフェスティバル 等（11月）
- 台湾研修旅行【～2018年度】 、冬季講習会 等（12月）
- 英語検定（1次試験）、等（1月）
- スキー＆スノーボード学校 等（2月）
- 卒業式 、修学旅行【2019年度～シンガポール・オーストラリア（ケアンズ）・国内】、オーストラリア短期語学研修【2025年度～】等（3月）
- リトルジェントルマン講座、クラス対抗映像コンテスト、ミニ四駆ＳGグランプリ、ガンダムSGコンテスト など2020年度より不定期にて実施

## 不祥事

### 労働問題
2019年1月、始業前にほぼ毎日行われている午前7時前の理事長への早朝儀礼挨拶を拒否し、同行為や長時間労働の是正などを求め、教員約20人が早朝儀礼挨拶のみのストライキを実施した。教員が加入する「私学教員ユニオン」によると、同校教員の始業は午前8時だが、実際は7時前に出勤する理事長への挨拶が35年の慣例で6時半ごろには出勤。理事長室に1人ずつ入り挨拶するという。挨拶をしない場合は、注意や叱責を受けるという。ストライキ当日、理事長本人に挨拶を廃止するよう訴えたところ、薄笑いを浮かべながら「なんで？」と小声で返答したのみで合意書にサインはしなかった。
このストライキの報道に対して、学校側は「早朝挨拶の強要をしている事実はありません」「長時間労働につきましても許容しておりません」と見解を示している。

## 著名な学校関係者
出身者

### 政治
- 石橋湛山（第55代内閣総理大臣）
- 上田茂樹（第一次共産党結成者の一人、政治活動家、社会運動家、左翼活動家）
- 内田信也（鉄道大臣、農商大臣 / 「三大船成金」）
- 小笠原三九郎（元衆議院議員、通商産業大臣、大蔵大臣）
- 川島正次郎（自民党幹事長・副総裁）
- 金子文子（政治活動家、社会運動家、社会主義活動家）
- 小松崎軍次 (元江東区長)
- 高村坂彦（元衆議院議員、徳山市長）
- 佐賀省三（元境港市市議会議員、俳人）
- 清水亘（政治活動家、右翼活動家）
- 田中角栄（第64-65代内閣総理大臣）

外地ないし外国
- 金性洙（元大韓民国副大統領）
- 曺晩植（政治活動家、朝鮮の独立運動家、朝鮮社会民主党委員長）

### 行政・軍事
- 梶井剛（初代日本電信電話公社総裁、日本電気社長）
- 十河信二（日本国有鉄道総裁）
- 長谷川清（海軍大将、台湾総督）

### 経済
- 江戸英雄（三井不動産会長）
- 膳桂之助（日本団体生命創立者、経済安定本部総務長官）
- 山下宗一郎（山下工業研究所創立者）

### 研究
- 市河三喜（英語学者）
- 末弘厳太郎（法学者）
- 高柳賢三（法学者、憲法調査会会長）
- 田中菊雄（英語学者、英和辞典編集者）
- 物集高量（国文学者）
- 横山英太郎（工学者、無線通信）

### 教育
- 柴田徳次郎（国士舘大学学長）
- 加藤利吉（仙台育英学園創立者）

### 宗教
- 伊藤真乗（真如苑開祖）
- 木下弘人（牧師）

### 建築家
- 上林敬吉（建築家）

### 文芸
- 石川啄木（歌人、俳人）
- 内山賢次（翻訳家）
- 小尾十三（小説家）
- 桂鎔黙（小説家）
- 西條八十（詩人、作詞家、仏文学者）
- 斎藤茂吉（歌人）
- 島木健作（小説家）
- 島村利正（小説家）
- 清水基吉（詩人）
- 中村憲吉（歌人）
- 東健而（作家、翻訳家、映画評論家）
- 平塚らいてう（作家、思想家、社会運動家・フェミニスト）
- 宮地嘉六（小説家）
- 山本有三（小説家）
- 山本周五郎（小説家）
- 李箕永（小説家）

### 芸能
- 石田政博（俳優）
- 稲垣きくの（女優、俳人）
- 宇野けんたろう（お笑い芸人、げんき〜ず）
- 小栗一也（俳優）
- 織田純一郎（歌手、音楽プロデューサー）
- 川島奈美子（女優）
- 河津清三郎（俳優）
- 島津保次郎（映画監督）
- 須藤公一（俳優）
- 高村正次（映画プロデューサー）
- 谷本大河（サックス&フルート奏者SANABAGUN.）
- 鳥取春陽（演歌師）
- 伴淳三郎（俳優、コメディアン）
- 早川雪洲（俳優、映画監督）
- 増田貴久（アイドル、タレント）
- 松尾文人（俳優）

### 評論・ジャーナリズム
- 小汀利得（時事評論家）
- 高沖陽造（文芸評論家）
- 中村京太郎（点字毎日編集長）

### スポーツ
- 石渡伸太郎（総合格闘家）
- 佐藤恵一（プロレスラー）
- 中野正三（柔道家）
- 中村健人（フィギュアスケート選手）
- 安井大介  (プロ野球独立リーグ選手)

### その他
- 佐藤章 (パイロット)（パイロット）

教職員
- 南日恒太郎（正則英語学校時代の教員）

## 交通
出典 : 
東京の中心地・千代田区にある学校なので、地下鉄を含め鉄道の駅が近くに多くある。
| 路線名             | 最寄り駅     | 出口         | 徒歩所要時間 |
| ------------------ | ------------ | ------------ | ------------ |
| 都営地下鉄三田線   | 神保町駅     | A9           | 5分          |
| 東京メトロ東西線   | 竹橋駅       | 3b           | 5分          |
| 都営地下鉄新宿線   | 小川町駅     | B7           | 7分          |
| 東京メトロ千代田線 | 新御茶ノ水駅 | B7           | 7分          |
| 東京メトロ丸ノ内線 | 淡路町駅     | B7           | 10分         |
| JR中央線           | 御茶ノ水駅   | 御茶ノ水橋口 | 12分         |
| JR中央線           | 神田駅       | 北口         | 12分         |